# Ceinture rouge
Der Ausdruck Ceinture rouge („Roter Gürtel“) bezieht sich auf Gemeinden der Île-de-France, die von den 1920er bis in die 1980er Jahre von der Kommunistischen Partei Frankreichs dominiert wurden. Bei diesen Gemeinden handelt es sich um traditionell von der Arbeiterklasse geprägte Gebiete, deren Bewohner in der Schwer- und Leichtindustrie beschäftigt waren, die einst die wirtschaftliche Landschaft der Petite Couronne (die an Paris angrenzenden Departements) und der großen Bevölkerungszentren in den äußeren Departements der Île-de-France dominierte.

Städte und Gemeinden in der Umgebung von Paris nach der Kommunalwahl von 2014 mit einem Bürgermeister, der der PCF oder der FASE angehörte

Das Phänomen ist zwar nicht spezifisch für Paris und kann auch in Lyon, Turin, Mailand oder Genua beobachtet werden, aber sein Ausmaß und vor allem die Dauer der kommunistischen Verankerung in diesen Gemeinden machen es zu einem einzigartigen Phänomen in Europa.
Die Stärke der Kommunistischen Partei Frankreichs in diesen Gebieten führte auch dazu, dass diese Partei seit der Gründung des Départements Seine-Saint-Denis ab 1967 die Verwaltung führte, bis die Sozialistische Partei 2008 die Mehrheit im Departementrat errang.

## Geschichte

### Die Anfänge (1920 bis 1935)
Die Vorstellung von einem „Roten Gürtel“ um Paris entstand in den 1920er Jahren.
Bei den Kommunalwahlen 1919 „ließ eine erste rote Welle den kommunalen Sozialismus in Gemeinden mit Industrie- und Arbeitertradition wie Aubervilliers und Saint-Denis Fuß fassen. Ein Jahr später stimmten diese Städte für die neu gegründete Kommunistische Partei“, schrieb der Historiker Emmanuel Bellanger.
Den Begriff selbst prägte Paul Vaillant-Couturier, der nach den Parlamentswahlen von 1924 und den Kommunalwahlen von 1925 in einem Artikel schrieb: „Paris ist umzingelt vom revolutionären Proletariat.“
Mit ihrer Taktik „Klasse gegen Klasse“ errang die PCF 1925 jedoch nur in neun Städten den Wahlsieg: Sie behielt Bezons, Bobigny und Villetaneuse, nahm den SFIO-Dissidenten (der Minderheit, die nach der Spaltung der SFIO in der Partei geblieben war) Saint-Denis ab und der Rechten Clichy, Malakoff, Vitry-sur-Seine, Ivry-sur-Seine und Villejuif.
Bei den Kommunalwahlen von 1929 nahm die PCF den Rechten Pierrefitte-sur-Seine ab, verlor aber Alfortville und Bagnolet an die SFIO.

### Das „goldene Zeitalters“ des Kommunismus auf kommunaler Ebene (1935–1981)
| Kommunalwahl | Von Kommunisten dominierte Ortschaften in den inneren Vorstädten („Petite couronne“) von Paris |
| ------------ | ---------------------------------------------------------------------------------------------- |
| 1935         | 26                                                                                             |
| 1945         | 49                                                                                             |
| 1947         | 28                                                                                             |
| 1953         | 27                                                                                             |
| 1959         | 31                                                                                             |
| 1965         | 34                                                                                             |
| 1971         | 35                                                                                             |
| 1977         | 38                                                                                             |

#### Die Zeit der Volksfront

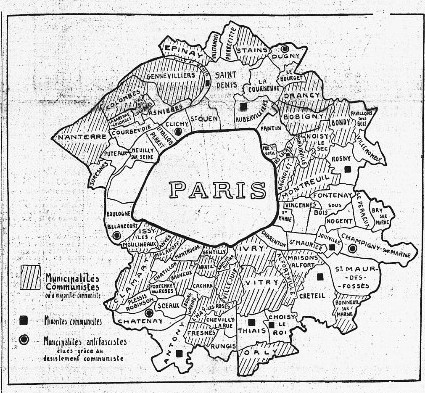
Karte der „roten“ Städte im Département Seine, veröffentlicht in der Zeitung L'Humanité nach der Kommunalwahl von 1935

Die KP hörte auf, vom „roten Gürtel“ zu reden, als sie sich in die Strategie des Front Populaire genannten Parteienbündnisses anlässlich der Kommunalwahlen von 1935 einordnete. Bei diesen Wahlen errangen die Kommunisten und die SFIO gemeinsam die Mehrheit in 26 Gemeinderäten. Die gemeinsame Liste verlor allerdings die kommunistische Hochburg Saint-Denis; Jacques Doriot, der aus der 1934 aus der KP ausgeschlossen worden war, wurde wiedergewählt.
Gestützt auf die Wahlerfolge der KP bei der Kommunalwahl von 1935 wurde Georges Marrane, der kommunistische Bürgermeister von Ivry-sur-Seine, 1936 Präsident des Generalrats des Département Seine.
Auch im benachbarten Departement Seine-et-Oise  war die kommunistische Partei erfolgreich: Von 129 Gemeinden mit mehr als 2.500 Einwohnern stieg die Zahl der „roten“ Gemeinden bei den Wahlen 1935 von 8 auf 24: In Argenteuil, Aulnay-sous-Bois und Blanc-Mesnil wurden kommunistische Bürgermeister gewählt. Diese Zahl stieg weiter auf 54 im Jahr 1945, dem Jahr, in dem sogar die sehr bürgerliche Stadt Versailles einen Bürgermeister hatte, der, wie es hieß, „den Kommunisten nahe stand“.
Dieser Erfolg kann teilweise auf die Wohnungskrise zurückgeführt werden, die einen großen Teil der Arbeiterklasse in die Vorstädte brachte, wo die Lebensbedingungen besonders schlecht waren. Das Programm der kommunistischen Partei, das sich auf öffentliche Investitionen in den Wohnungsbau und das Gesundheitswesen konzentrierte, erschien da besonders attraktiv.
Die ersten städtischen Krisen trugen zum Erfolg der „roten Vorstädte“ bei – zu dieser Zeit lebten schätzungsweise 800.000 Menschen in mangelhaften Wohnanlagen in den Vorstädten, die keinen Zugang zu grundlegenden Versorgungseinrichtungen hatten. Die kommunistischen Gemeinden förderten sozialpolitische Maßnahmen, darunter die Entwicklung preiswerter Wohnungen, die Habitations à Bon Marché (HBM), aus denen später die HLM wurden, die Schaffung von Gartenstädten durch das örtliche Amt für öffentlichen Wohnungsbau und Gesundheitszentren, die den Zugang zur Gesundheitsversorgung demokratisierten.

#### Nachkriegszeit
Am Ende des Zweiten Weltkriegs war die Kommunistische Partei in Frankreich die dominierende politische Kraft:
Die Brüche des Krieges – der deutsch-sowjetische Pakt, das anschließende Verbot der Kommunistischen Partei und ihrer Organisationen, die internen Zerwürfnisse zwischen dem Parteiapparat und den gewählten Vertretern – änderten nichts an den Wahlergebnissen. Bei den ersten Nachkriegswahlen, den Kommunalwahlen im April 1945, führte die Kommunistische Partei allein oder zusammen mit der SFIO die Listen der Patriotischen Vereinigung des Widerstands an und gewann 60 der 80 Gemeinden der Seine, von denen 50 einen kommunistischen Bürgermeister wählen. Da die PCF keine Bündnisse mit anderen politischen Parteien eingehen konnte, verlor sie bei den Wahlen 1947 22 Gemeinden in Seine-Banlieue an die SFIO und an das RPF von Charles de Gaulle.
Nach dem Zweiten Weltkrieg versuchten andere Parteien, die politische Isolation der PCF zu nutzen und ihre Vormachtstellung in den Pariser Vorstädten zu schwächen. Ein Gesetz von 1947 führte die proportionale Verteilung der Sitze in den Gemeinderäten für Städte mit mehr als 9.000 Einwohnern ein. Da die PCF keine Bündnisse mit anderen politischen Parteien eingehen konnte, verlor sie bei den Wahlen von 1947 22 Gemeinden in Seine-Banlieue an die SFIO und an die Sammlungsbewegung RPF von Charles de Gaulle.
Ende der 1950er Jahre verdeutlichen die Rückschläge der PCF auf der nationalen Bühne paradoxerweise das, was Pierre Bellanger „die Widerstandsfähigkeit des Kommunismus“ nennt. Der erste dieser Rückschläge war das Verfassungsreferendum von 1958. Trotz des Widerstands der PCF wurde sie mit überwältigender Mehrheit in allen Departements und Großstädten angenommen. In den Pariser Vorstädten war Bagnolet die einzige „rote“ Stadt, in der das „Nein“ tatsächlich vorne lag. Diese Niederlage beweist, dass die PCF nicht in der Lage war, ihre Politik durchzusetzen, auch nicht in ihren traditionellen Hochburgen.
Zwei Monate später wurde die PCF bei den Parlamentswahlen 1958 von 150 auf 10 Sitze zurückgestutzt. Die kommunistischen Führer Étienne Fajon, Jacques Duclos und Marie-Claude Vaillant-Couturier verloren ihre Sitze.
Nach diesen beiden großen Niederlagen rechnete man mit großen Verlusten für die KP bei den Kommunalwahlen 1959. Doch das Gegenteil war der Fall: Die KPF, die durch die Unbeliebtheit des Pinay-Rueff-Plans wiederbelebt wurde, gewann 7 neue Städte und erhöhte damit ihre Gesamtzahl in der Seine-Banlieue auf 31.
Die Wiedereinführung des Mehrheitswahlrechts von 1959 bis 1977 kam der PCF zugute. Mitte der 60er Jahre ging sie ein Bündnis mit der SFIO ein, dem es gelang, 25 der 39 Städte mit mehr als 30.000 Einwohnern zu erobern.
Die Stärke der KPF spielte eine zentrale Rolle bei der Neueinteilung der Region Île-de-France im Jahr 1964. Die Absicht war, den Kommunisten nur einen Generalrat zu überlassen:
„Die gute Verwaltung des Territoriums, der am häufigsten genannte Grund für die Neueinteilung von 1964, ist nicht der einzige Grund dafür. Die politische Strategie war eines der inoffiziellen Argumente, die diese neue Departementskarte begünstigten. Nach den Kommunal- und Kantonswahlen von 1959 bereitete sich die Kommunistische Partei, die führende politische Kraft im Ballungsraum Paris, darauf vor, für den Vorsitz des Generalrats der Seine zu kandidieren, den sie 1936 und nach der Befreiung innehatte. Nach den Kommunalwahlen von 1965 führt die Kommunistische Partei 35 der 80 Gemeinden der Seine-Vororte an. 1.410.000 Vorstädter hatten einen kommunistischen Bürgermeister. Diese tief verwurzelte parteipolitische Verankerung hatte zweifellos einen erheblichen Einfluss auf die Festlegung der neuen Departementsbezirke in der Region Paris. Das Gesetz von 1964 zielte darauf ab, die Vorherrschaft der Kommunistischen Partei allein auf das Departement Seine-Saint-Denis zu beschränken, das 1967 21 kommunistische Bürgermeister hatte und acht der neun Sitze in der Legislative des Departements besaß. Die Aufteilung von 1964 hat funktioniert; der Generalrat von Seine-Saint-Denis blieb von den ersten kantonalen Wahlen im Oktober 1967 bis 2008 ohne Unterbrechung unter kommunistischem Vorsitz; aber auch das Val-de-Marne, das neu geordnet worden war, um dem Zugriff der kommunistischen Partei zu entgehen, wird seit 1967 von kommunistischen Abgeordneten geleitet.“[10]
Das so entstandene Kräfteverhältnis blieb bis 1977 unverändert. Trotz der beträchtlichen Fortschritte der Sozialistischen Partei auf nationaler Ebene nach dem Parteitag von Epinay favorisierten die Wähler in den inneren Vorstädten weiterhin die Kommunisten in den Gemeindeverwaltungen: 1971 gab es 46 kommunistisch regierte Gemeinden in den inneren Vorstädten - eine Zahl, die 1977 auf 54 anstieg. Darüber hinaus konnte die PCF in den äußeren Vorstädten, in Poissy, Les Mureaux und Mantes-la-Ville, neue Erfolge verbuchen und die jüngsten Siege in Städten wie Montereau, Palaiseau oder Savigny-sur-Orge bestätigen. Die Parlamentswahlen von 1978 bestätigten, dass die KP die wichtigste linke Partei in der Region Ile-de-France war.(EN)

### Der Niedergang (seit 1981)

Anteil der Bevölkerung der Ile-de-France in von Kommunisten verwalteten Städten 1965–2014.

Das Jahr 1977 markierte den Höhepunkt des Roten Gürtels. Der anschließende Niedergang hatte viele Ursachen: Zunächst verlor die kommunistische Partei in den 1980er Jahren rasch an Einfluss auf nationaler Ebene, nachdem sie ein Bündnis mit der Sozialistischen Partei eingegangen war und sich nach den Wahlen 1981 an der sozialistischen Regierung beteiligte. Während Jacques Duclos, der kommunistische Kandidat, bei den Präsidentschaftswahlen 1969 landesweit 21,7 % der Stimmen erhielt, erreichte André Lajoinie 1988 nur noch 6,8 %.
In der Île-de-France gelang es der Partei auch nicht, sich an die demografischen Veränderungen in den Arbeiterstädten anzupassen. Der Historiker Romain Ducoulombier stellte fest:
"Um die Lage der Arbeiterklasse zu verbessern, entschieden sich die kommunistischen Städte für den Bau großer Wohnprojekte. Doch die soziologische Struktur dieser Viertel hat sich verändert, insbesondere durch den Zuzug von Einwanderern, die nicht dieselbe historische Loyalität gegenüber der PCF hatten"[4].
In der Nationalversammlung begann der Niedergang bereits 1981: Die Partei verlor die Hälfte ihrer Sitze (13 von 27) - ein Trend, der sich 5 Jahre später mit dem Verlust von 4 weiteren Sitzen bestätigte. Danach blieb die Zahl der Sitze bis 2002 stabil, als sie nach dem schlechten Abschneiden von Robert Hue bei den Präsidentschaftswahlen zwei weitere Sitze verlor.
Bei den Kommunalwahlen verlief der Niedergang langsamer, aber unaufhaltsam: Wenn eine Stadt einen nicht-kommunistischen Bürgermeister wählte, ging es fast nie zurück. Wie Philippe Subra feststellt:
"In 20 Jahren hat die kommunistische Partei nur eine einzige Stadt in der Region Ile-de-France erobert, nämlich Goussainville im Jahr 1995, die sie sechs Jahre später wieder an die Rechten verloren hat, und sie hat 26 Städte verloren, darunter 20 mit mehr als 20.000 Einwohnern: 9 im Jahr 1989, 7 im Jahr 1995 und 10 im Jahr 2001. Von den 16 Städten, die 1989 und 1995 verloren wurden, konnten nur 2 wieder zurückgewonnen werden: Sevran und La Queue-en-Brie."
Im Zeitraum (1988–2004) sank die Zahl der Städte in kommunistischer Hand in der Ile-de-France von 67, davon 51 mit mehr als 20.000 Einwohnern, auf 42, von denen 32 mehr als 20.000 Einwohner hatten.
Die Kommunalwahlen 2014 bedeuteten eine schwere Niederlage für die Kommunistische Partei: Im Département Seine-Saint-Denis verlor sie Bobigny, Saint-Ouen-sur-Seine, Bagnolet und Blanc-Mesnil, vier Städte, die sie jahrzehntelang gehalten hatte. Im Departement Yvelines unterlag sie in Achères, der letzten Stadt, die sie in diesem Departement hielt. Der größte Rückschlag war jedoch der Verlust von Villejuif, einer Stadt, an deren Spitze seit 1925 ein Kommunist stand und in der der ehemalige Kommunistenführer Georges Marchais in die Nationalversammlung gewählt worden war. Die kommunistischen Siege in Montreuil und Aubervilliers erscheinen wie ein Trostpreis.
Die Kommunalwahlen 2020 bestätigten, wie es schien, das langsame Verschwinden des Roten Gürtels: Die PCF verlor 4 von 10 Städten, die sie im Departement Val-de-Marne hielt: Villeneuve-Saint-Georges, Choisy-le-Roi, Valenton und Champigny-sur-Marne, aber sie gewann Villejuif zurück. Im Departement Seine-Saint-Denis verlor sie zwei ihrer Hochburgen, Saint-Denis und Aubervilliers, gewann aber Bobigny zurück.

## Symbolkraft und politische Bedeutung des Roten Gürtels

### Der Rote Gürtel - ein Laboratorium des Kommunismus
Die Idee eines roten Gürtels um Paris ist nicht nur ein Wahlphänomen. Sie ist, mit den Worten von Annie Foucault, "ein politischer Mythos".
Bereits in den 1920er Jahren nutzte die kommunistische Partei diese Städte als Beispiele dafür, was sie auf nationaler Ebene erreichen könnte. Das Bild des "Roten Gürtels" wurde aber auch von politischen Gegnern benutzt, um die Gefahren anzuprangern, die der Kommunismus auf nationaler Ebene darstellen würde.
Um eine Dämonisierung zu vermeiden, hielten sich die kommunistischen Bürgermeister von radikalen Veränderungen fern, wenn sie eine Stadt gewannen: Während ihre Partei auf nationaler Ebene oft isoliert war, arbeiteten die kommunistischen Bürgermeister mit ihren linken und rechten Kollegen zusammen. So schreibt Jacques Girault:
"Die Wahl eines kommunistischen Bürgermeisters ist kein Synonym für einen radikalen Wandel. Die städtischen Angestellten werden beibehalten und arbeiten mit einer Minderheit oder politischen Anhängern zusammen, die aufgrund ihrer politischen Affinität eingestellt wurden. Ohne es zu behaupten, nutzen die kommunistischen Bürgermeister das Erbe der vorherigen Verwaltung, während sie neue soziale Funktionen schaffen und ihr Netzwerk von Sympathisanten erweitern. Während sie die Institutionen anprangern, profitieren sie von deren Subventionen für den Bau kommunaler Einrichtungen. Sie lehnen die Tradition der Zusammenarbeit zwischen den Bürgermeistern nicht ab und beteiligen sich an der Rationalisierung der kommunalen Verwaltung, vor allem durch die Förderung ehemaliger Mitglieder der ENAM. Die Art und Weise, wie die kommunistischen Bürgermeister ihre Verantwortung wahrgenommen haben, auch in Zeiten des Rückzugs oder der Bolschewisierung, scheint im Widerspruch zu der Radikalität der in den Meinungszeitungen veröffentlichten Manifeste und Artikel der Parteipresse zu stehen."
Kommunistische Städte wurden genutzt, um die Vorteile der kommunistischen Plattform zu demonstrieren, wobei der Schwerpunkt auf sozialen Dienstleistungen, kollektivem Wohnungsbau und Steuern lag, die hauptsächlich von Unternehmen bezahlt wurden. Diese Politik wurde positiv wahrgenommen, auch von Menschen, die nicht mit dem Kommunismus auf nationaler Ebene sympathisierten.
Dieses Modell basierte jedoch weitgehend auf der Präsenz großer Fabriken in der Umgebung von Paris, die Steuereinnahmen brachten und in der Nähe wohnende Fabrikarbeiter benötigten. In den 1970er Jahren führte die Deindustrialisierung der inneren Vororte zu ihrem Niedergang: Die Plaine-Saint-Denis, die einst das größte Industriegebiet Europas war, wurde innerhalb weniger Jahre zu einer Industriebrache, und das Werk von Renault-Billancourt wurde 1989 geschlossen.

### Der Rote Gürtel als Sprungbrett für Parteikarrieren
Diese Wahlkreise boten auch ein Sprungbrett auf die nationale Bühne sowie sichere Sitze für die Führung der kommunistischen Partei:
"Die Vororte von Paris, in denen neben Paris, dem Pas-de-Calais, dem Norden und den Bouches-du-Rhône einige der größten kommunistischen Verbände beheimatet sind, waren zwischen 1920 und 2006 Schauplatz von 21 der 33 Kongresse der PCF sowie der großen Pressefeste Fête de l’Humanité ab 1921 - einer Veranstaltung, deren Logistik lange Zeit von den technischen Diensten der Stadtverwaltungen der kommunistischen Städte abhing. Seit den 1930er Jahren bis in die 2000er Jahre sind alle Generalsekretäre der PCF gewählte Funktionäre aus diesem politischen Gebiet: Maurice Thorez ist von 1932 bis zu seinem Tod 1964 Abgeordneter für Ivry; sein Nachfolger Waldeck Rochet sitzt ab 1935 im Départementsrat von Nanterre, wird 1936 Abgeordneter für Colombes und kehrt nach einer Station in Saône-et-Loire von 1958 bis 1973 als Abgeordneter für Stains, Aubervilliers und la Courneuve zurück. Georges Marchais ist keine Ausnahme von der Tradition, in einer Stadt mit roter Vergangenheit platziert zu werden: 1973 wird er Nachfolger von Marie-Claude Vaillant-Couturier."

### Auswirkungen auf die Stadtlandschaft
Da die von Kommunisten verwalteten Städte den Schwerpunkt auf erschwinglichen Wohnraum für die Arbeiterklasse legten, weisen die Städte des Roten Gürtels häufig eine bestimmte Art von Stadtlandschaft auf, mit einem Wechsel von bescheidenen Einzelhäusern und preisgünstigen kollektiven Wohnprojekten, dem Vorhandensein von industriellen Aktivitäten und einer besonderen kollektiven Kultur und Geselligkeit.
Ein Bestandteil dieser kollektiven Kultur und Geselligkeit ist die Schaffung von Kultureinrichtungen und insbesondere von großen öffentlichen Theatern.
Der von Jacques Duclos für den Parteitag in Le Havre 1956 verfasste Bericht "Gemeinden im Dienste der arbeitenden Bevölkerung" nennt die traditionellen Prioritäten: ältere Menschen, Schulen, Gesundheit, Wohnungsbau, Jugend. In den 1960er Jahren wird die Liste um die Kultur erweitert. Aubervilliers gründet sein Theater; 1963 gründet Bernard Sobel auf Einladung der Gemeinde das Karl-Marx-Theater in Gennevilliers. Durch die Nutzung der Avantgarde durch die Partei - die 1933 von Lurçat errichtete Karl-Marx-Schule in Villejuif, das Kulturhaus der zeitgenössischen Seine-Saint-Denis - werden die Vororte zu einem Versuchsfeld der Moderne.
Diese Theater und Kultureinrichtungen sind das unmittelbare Ergebnis der Strategie der von Kommunisten verwalteten Gemeinden in den 1960er und 1970er Jahren, mit öffentlichen Aufträgen Gebäude zu schaffen, die die Idee der architektonischen Moderne repräsentieren: ein weiteres Beispiel ist das konkrete Verwaltungszentrum der kommunistisch verwalteten Gemeinde Pantin, das 1970 von Jacques Kalisz, einem kommunistischen Architekten, gebaut wurde. In anderen Städten renovierten André Lurçat, Paul Chemetov, Serge Magnien und andere der PCF nahestehende Architekten, die der Moderne verpflichtet waren, die Vorstädte. Georges Valbon, Bürgermeister von Bobigny, akzeptierte die Renovierung der Stadt nach den Maßstäben des Plattenbaus: Er beauftragte insbesondere Oscar Niemeyer mit der Einrichtung des Arbeitsamtes des Departements.
Als diese Vorstädte mit ihrer kommunistischen Vergangenheit brachen, versuchten neu gewählte Bürgermeister oft, den Wandel zu markieren, indem sie Straßen umbenannten, die sich auf kommunistische Führer bezogen. In Argenteuil, stellt Frédéric Says fest:
"Ein paar Straßen weiter hieß der Boulevard Général Leclerc vor weniger als 15 Jahren noch Lenin-Boulevard. Ein Stück weiter hat die Esplanade de l'Europe die Esplanade Maurice Thorez ersetzt. Die Avenue Marcel Cachin ehrt nun Maurice Utrillo. Der Karl-Marx-Boulevard ist heute die einzige Erinnerung daran, dass Argenteuil, die größte Stadt im Val d'Oise, nordwestlich von Paris, vom Ende des Zweiten Weltkriegs bis zum Beginn des Jahrzehnts 2000 kommunistisch war und zum Roten Gürtel gehörte, der Paris umgab."

## Liste der Städte und Gemeinden, die zum Roten Gürtel gehörten
Grundlage für diese Übersicht sind die Départements, die 1964 errichtet worden sind.
Die Städte, deren Name mit einem Sternchen versehen ist, haben seit den Kommunalwahlen 2014 einen Bürgermeister von der PCF oder der Front de Gauche. Die Städte mit zwei Sternchen (**) haben eine linke Mehrheit, zu der meist die PCF gehört, deren Bürgermeister aber weder der PCF noch dem Front de Gauche angehören.

### Seine-et-Marne
- Brou-sur-Chantereine (1977–2008)
- Champs-sur-Marne* (seit 1977)
- Chelles (1935–1939, 1945–1947, 1953–1956 und 1977–1983)
- Compans* (1977–1995 und seit 2008)
- Dammarie-les-Lys (1945–1947 und 1959–1983)
- Écuelles** (1977–2000)
- La Ferté-sous-Jouarre (1977–1983)
- Fontenailles (1975–1989)
- Fontenay-Trésigny (1971–1983)
- Mitry-Mory* (1925–1939 und seit 1945)
- Montereau-Fault-Yonne (1971–1983)
- Nangis* (1977–2008 und 2012–2020)
- Le Pin (1977–1987)
- Quincy-Voisins (1989–2017)
- Roissy-en-Brie (2008–2014)
- Saint-Mard (1977–1983)
- Varennes-sur-Seine* (seit 1959)
- Veneux-les-Sablons (1977–1983)
- Villeparisis (1945–1983)

### Yvelines
- Achères (1925–1939, 1944–1971 und 1977–2014)
- Bois-d’Arcy (1977–1983)
- Carrières-sous-Poissy (1977–1983)
- Chevreuse (1977–1983)
- Les Clayes-sous-Bois (1965–2001)
- Conflans-Sainte-Honorine (1945–1947)
- Fontenay-le-Fleury (1971–1983)
- Gommecourt (1989–2001)
- Guyancourt** (1944–1983)
- Houilles (1977–1989)
- Issou (1971–2001)
- Limay* (seit 1971)
- Magnanville* (seit 2014)
- Magny-les-Hameaux (1977–1983)
- Mantes-la-Ville (1977–1989)
- Maurepas (1977–1983)
- Les Mureaux** (1977–1989)
- Poissy (1947–1951 und 1977–1983)
- Saint-Cyr-l’École (1920–1939, 1944–2001)
- Sartrouville (1956–1957 und 1959–1989)
- Trappes** (1929–1940 und 1944–2001)
- La Verrière* (1983–2020)

### Essonne
- Athis-Mons (1921–1939, 1944–1947 und 1977–1983)
- Brétigny-sur-Orge (1965–1984)
- Briis-sous-Forges (2001–2016)
- Corbeil-Essonnes (1959–1995)
- Crosne (1945–1947)
- Draveil (1936–1940)
- Épinay-sous-Sénart (1977–1983)
- Étampes (1977–1995)
- La Ferté-Alais (1992–1995)
- Fleury-Mérogis (1959–2009 und seit 2019)
- Gometz-le-Châtel (1977–1983)
- Grigny* (1935–1939 und seit 1945)
- Igny (1945–1947, 1953–1965, 1977–1989)
- Itteville (1971–1983)
- Janville-sur-Juine** (1971–1983)
- Juvisy-sur-Orge (1945–1947)
- Leuville-sur-Orge** (1977–1989)
- Lisses (1945–1947 and 1965–2001)
- Morsang-sur-Orge* (1944–2020)
- La Norville** (1935–1995)
- Ollainville** (1977–1983 und 1989–2001)
- Palaiseau (1945–1947, 1953–1965 und 1971–1995)
- Paray-Vieille-Poste (1935–1940)
- Pussay** (1959–1983)
- Ris-Orangis** (1944–1947 und 1971–1995)
- Saclas (1945–1988)
- Sainte-Geneviève-des-Bois** (1959–1966 und 1971–1990)
- Saint-Germain-lès-Arpajon (1945–1995)
- Saint-Michel-sur-Orge (1971–1987)
- Saintry-sur-Seine (1934–1939, 1945–1947, 1966–1983)
- Saulx-les-Chartreux* (1959–1989 und 1995–2016)
- Savigny-sur-Orge (1938–1939, 1945–1947 und 1965–1983)
- Vauhallan (1980–1983)
- Verrières-le-Buisson (1945–1947)
- Vert-le-Petit (1977–1983)
- Vigneux-sur-Seine (1935–1939 und 1945–2001)
- Villabé (1945–1989)
- La Ville-du-Bois (1971–1995)
- Villebon-sur-Yvette (1977–1983)
- Villiers-sur-Orge (1977–2001)
- Viry-Châtillon (1925, 1935–1939, 1944–1953)

### Hauts-de-Seine
- Antony (1945–1947, 1977–1983)

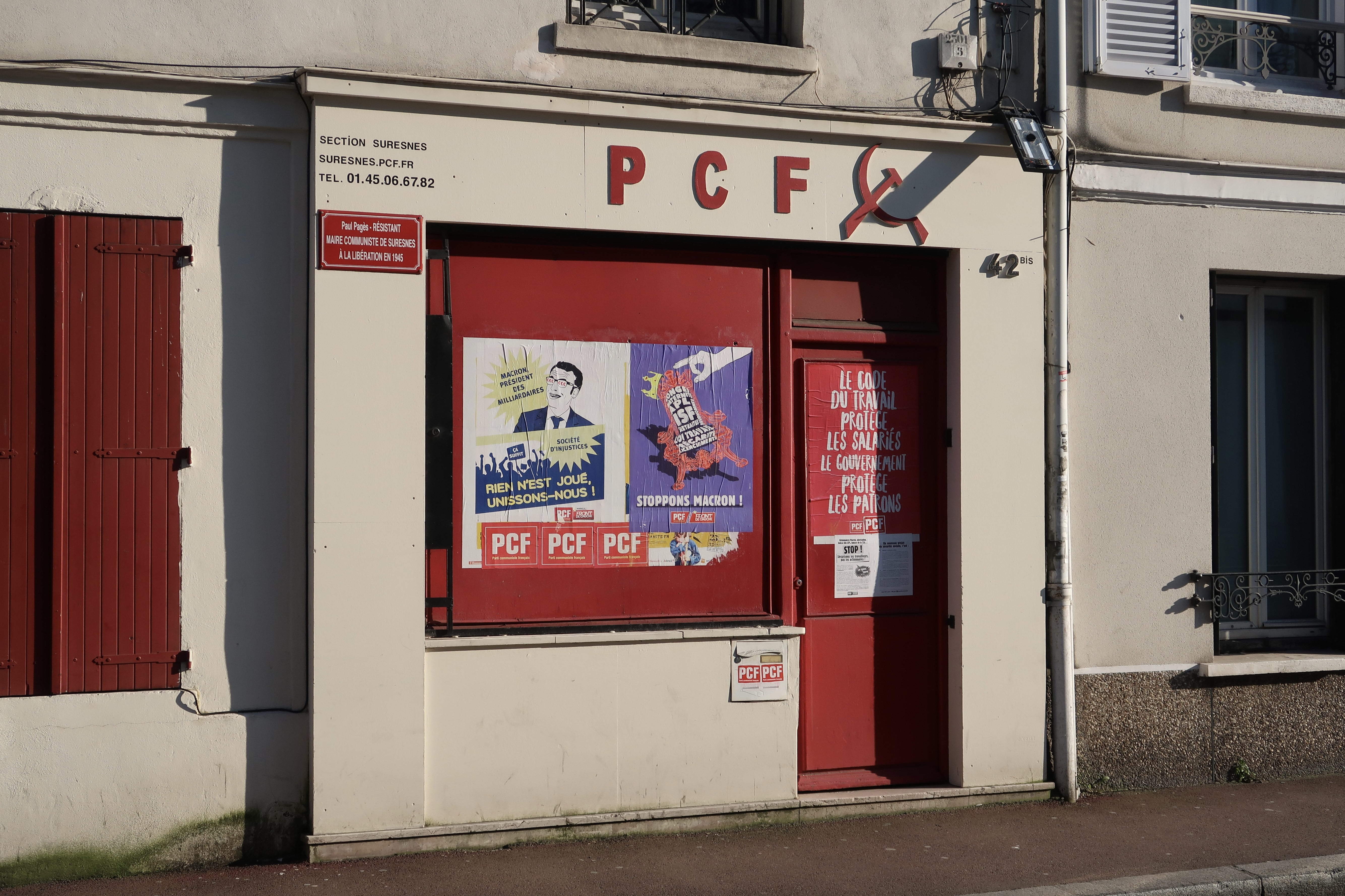
Das Parteibüro der KP in Suresnes.

- Bagneux* (1935–1939 und seit 1945)
- Boulogne-Billancourt (1922–1923)
- Châtillon (1959–1983)
- Chaville (1945–1947)
- Clamart (1935–1941 und 1944–1947)
- Clichy (1925–1929 und 1945–1947)
- Colombes (1935–1939, 1945–1947 und 1965–2001)
- Gennevilliers* (1934–1939 und seit 1944)
- Issy-les-Moulineaux (1935–1939 und 1945–1949)
- Levallois-Perret (1946–1947 und 1965–1983)
- Malakoff* (1925–1939 und seit 1945)
- Nanterre* (1935–1939 und seit 1944)
- Le Plessis-Robinson (1945–1953 und 1956–1989)
- Puteaux (1945–1947)
- Rueil-Malmaison (1938–1939)
- Sèvres (1945–1964 and 1971–1983)
- Suresnes (1945–1947)
- Vanves (1944–1947)
- Villeneuve-la-Garenne (1945–1947)

### Seine-Saint-Denis

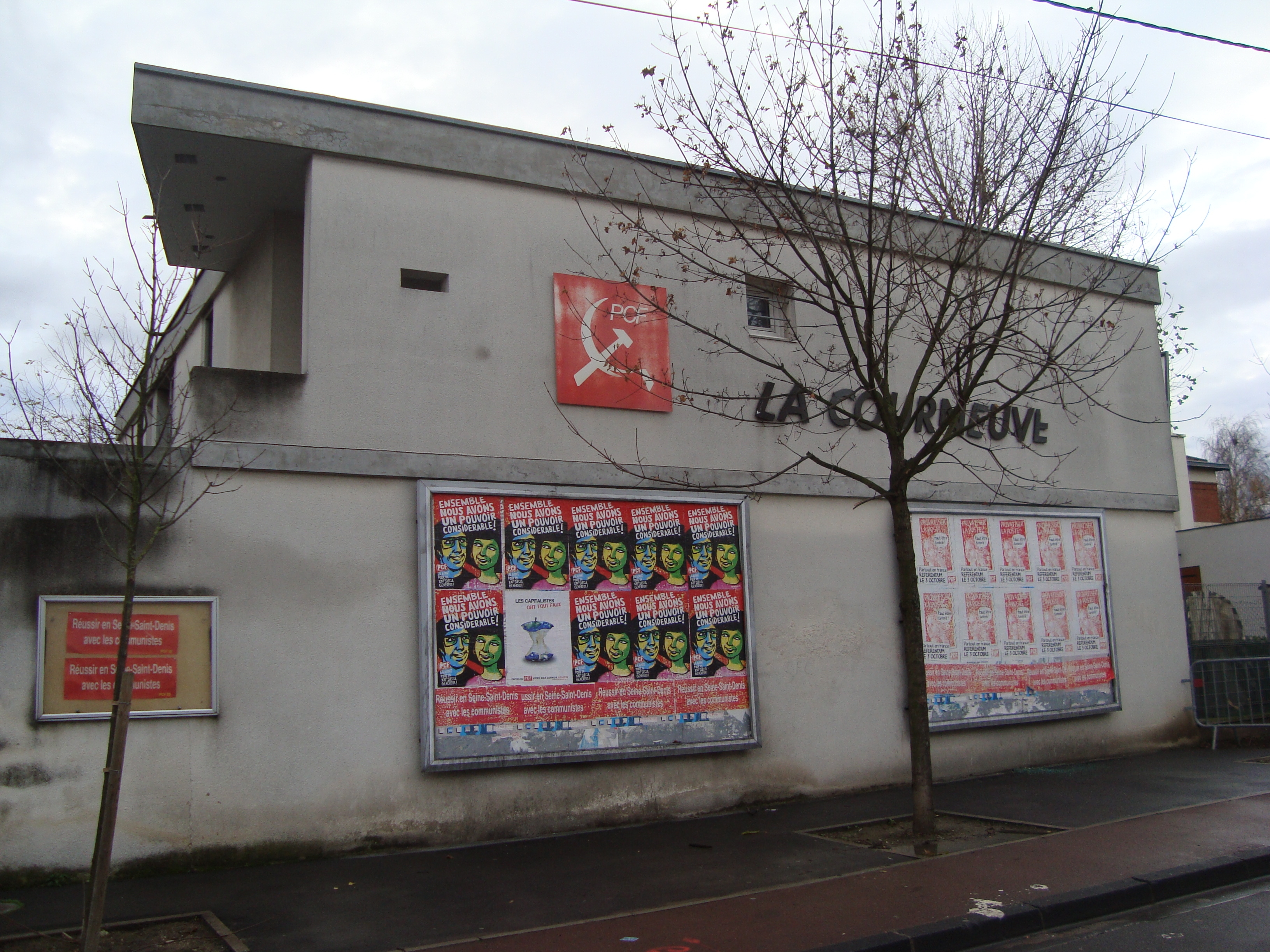
Das Parteibüro der KP in La Courneuve

- Aubervilliers* (1945–2008 und 2014–2020)
- Aulnay-sous-Bois (1935–1939, 1944–1947 und 1965–1983)
- Bagnolet** (1928–1939 und 1944–2014)
- Le Blanc-Mesnil (1935–1939 und 1944–2014)
- Bobigny (1919–1939, 1944–2014 und seit 2020)
- Bondy** (1935–1939)
- Clichy-sous-Bois** (1945–1990)
- La Courneuve* (1944–1947 und seit 1959)
- Drancy (1935–1939 und 1944–2001)
- Dugny (1944–1989)
- Épinay-sur-Seine (1935–1940 und 1945–1947)
- Gagny (1977–1983)
- Gournay-sur-Marne (1945–1947)
- L'Île-Saint-Denis** (1947–2001)
- Les Lilas** (1944–1947)
- Livry-Gargan (1945–1947)
- Montfermeil (1945–1983)
- Montreuil* (1935–1939, 1944–2008 und seit 2014)
- Neuilly-Plaisance (1977–1983)
- Neuilly-sur-Marne (1935–1939, 1944–1965)
- Noisy-le-Grand (1945–1965 und 1977–1984)
- Noisy-le-Sec (1935–1939, 1944–1947, 1953–2002 und seit 2020)
- Pantin** (1944 und 1959–2001)
- Pierrefitte-sur-Seine** (1929–1935 und 1945–2008)
- Romainville** (1935–1939 und 1944–2000)
- Rosny-sous-Bois (1971–1983)
- Sevran** (1977–1995 und 2001–2010)
- Saint-Denis* (1920–1935 und 1944–2020)
- Saint-Ouen (1945–2014)
- Stains* (1935–1939 und since 1945)
- Tremblay-en-France* (1935–1939 und since 1944)
- Villemomble (1944–1945)
- Villepinte (1932–1939, 1977–1984 und 2008–2014)
- Villetaneuse* (1920–1940 und 1945–2020)

### Val-de-Marne
- Alfortville (1929–1939)
- Arcueil** (1935–1939 und 1944–1997)
- Bonneuil-sur-Marne* (1935–1939 und seit 1944)
- Champigny-sur-Marne (1950–2020)
- Chevilly-Larue* (seit 1977)
- Choisy-le-Roi* (1945–1947 und 1959–2020)
- Fontenay-sous-Bois* (1945–1947 und seit 1965)
- Fresnes (1937–1939)
- Gentilly* (1934–1939 und seit 1944)
- L'Haÿ-les-Roses (1935–1939, 1945–1947, 1953–1954)
- Ivry-sur-Seine* (1925–1939 und seit 1944)
- Joinville-le-Pont (1944–1953 und 1977–1983)
- Limeil-Brévannes (1935–1939, 1944–1953 und 1965–1984)
- Le Kremlin-Bicêtre** (1945–1947)
- Maisons-Alfort (1935–1939, 1944–1947)
- Orly** (1935–1939, 1945–1947 und 1955–1989)
- Ormesson-sur-Marne (1934–1939, 1944–1947)
- La Queue-en-Brie (1977–1983 und 2001–2014)
- Sucy-en-Brie (1945–1946)
- Thiais (1945–1959)
- Valenton (1924–1941 and 1944–2020)
- Villejuif (1925–1939, 1945–2014 und seit 2020)
- Villeneuve-le-Roi (1935–1939, 1944–1947 und 1965–2001)
- Villeneuve-Saint-Georges (1935–1940, 1945–1957, 1977–1983 und 2008–2020)
- Vitry-sur-Seine* (1925–1939 und seit 1944)

### Val-d'Oise
- Argenteuil (1935–1940 und 1945–2001)
- Arnouville (1935–1940 und 1944v1947)
- Bessancourt** (1965–1971 und 1977–1983)
- Bezons* (1920–1940 und 1944–2020)
- Bray-et-Lû (1989–1998)
- Chaumontel (1977–1983)
- Cormeilles-en-Parisis (1945–1947)
- Deuil-la-Barre (1944–1947)
- Écouen (1945–1947)
- Éragny (1947–1965 und 1971–1995)
- Fosses* (seit 1977)
- Franconville (1977–1983)
- La Frette-sur-Seine (1977–1983)
- Garges-lès-Gonesse (1944–1995)
- Gonesse (1945–1947)
- Goussainville** (1934–1939, 1945–1983, 1995–2001)
- Marly-la-Ville* (seit 1971)
- Méry-sur-Oise (1946–1995)
- Mériel (1977–1980)
- Montigny-lès-Cormeilles (1945–1947 und 1977–2012)
- Montmagny (1965–1983)
- Persan (1945–1995)
- Pierrelaye* (seit 1977)
- Piscop (1977–1983)
- Saint-Martin-du-Tertre (1945–1947 und 1959–2014)
- Sannois (1945–1947 und 1955–1959)
- Sarcelles (1965–1983 und 2018)
- Vémars** (1977–1995)